# خرانق
خرانق (رباطات) (بالفارسية: خرانق) هي منطقة سكنية تقع في إيران في يزد. يقدر عدد سكانها بـ 433 نسمة .